# Nutty Putty Cave
Die Nutty Putty Cave ist eine Kalksteinhöhle westlich des Utah Lake im Utah County, Utah. Die Höhle war bis zum Jahr 2009 ein für Höhlenforscher und Höhlenwanderer beliebtes Ziel. Nach einem tödlichen Unfall im November 2009 wurde der Höhleneingang dauerhaft verschlossen.

## Geschichte
Die Höhle war bis zu ihrer erstmaligen Begehung 1960 durch den Höhlenforscher Dale Green nur den örtlichen Ranchern bekannt.
Der Boden der Höhle war mit zähflüssigem Ton bedeckt, dessen kittartige Beschaffenheit der Höhle ihren Namen gab. Green wollte die Höhle zunächst „Silly Putty“ nennen, entschied sich aber wegen des besseren Klangs für „Nutty Putty“.
Später lud Green die Mitglieder des Outdoor-Clubs der Brigham Young University zu einer Begehung der Höhle ein. In den folgenden Jahren stieg die Bekanntheit der Höhle rasant an und im Jahr 2005 wurde sie bereits von fast 5000 Menschen pro Jahr besucht. Vor allem Amateurhöhlenforscher, darunter viele Pfadfinder und Studenten, besuchten die Höhle.
Die Höhle war nur durch ein kleines Loch in der Oberfläche zugänglich und enthielt zahlreiche enge Windungen, Kurven und Kriechgänge. Die drei schmalsten Engpässe erhielten die Bezeichnungen „The Helmet Eater“, „The Scout Eater“ und „The Birth Canal“. Bei einer Untersuchung im Jahr 2003 konnten 413 Meter (1355 Fuß) der Höhle bis zu einer Tiefe von 44 Metern (145 Fuß) von der Oberfläche aus kartiert werden.
Zwischen 1999 und 2004 blieben sechs verschiedene Personen in einer der engen Passagen der Nutty Putty Cave stecken, die aber alle aus ihrer Lage befreit werden konnten. Nach dem Ertrinkungstod von vier jungen Höhlenwanderern in einer nahe gelegenen Höhle am Y Mountain im Jahr 2005 wuchs die Besorgnis, dass es auch in der Nutty Putty Cave zu Todesfällen kommen könnte. Im Mai 2006 wurde der Höhleneingang mit einem Tor versehen und im September 2007 wurde die Höhle aus Sicherheitsgründen komplett für die Öffentlichkeit geschlossen.
Im Mai 2009 wurde die Höhle wieder geöffnet, nachdem zuvor ein Höhlenmanagementplan unterzeichnet und ein Online-Reservierungssystem eingerichtet worden war, das jeweils nur eine Gruppe in der Höhle zuließ. Nachts blieb die Höhle geschlossen.

## Tödlicher Unfall und Schließung
John Edward Jones besuchte die Nutty Putty Cave gemeinsam mit seinem Bruder Josh und elf weiteren Personen am 24. November 2009. Mit drei anderen Besuchern verließ Jones die Gruppe auf der Suche nach dem engen „Birth Canal“. Jones kroch kopfüber in eine 25 cm × 46 cm enge Passage, die er fälschlicherweise für den Kanal hielt und fand sich dort in einer vertikalen Sackgasse wieder, aus der er sich nicht mehr befreien konnte. Ein Team von 137 Rettungskräften versuchte erfolglos, Jones aus dem Loch zu befreien, unter anderem mit einem System von Seil- und Flaschenzügen. Nachdem er über 27 Stunden in der Passage eingeklemmt war, erlitt Jones schließlich einen Herzstillstand. Er hinterließ seine Frau, eine Tochter und einen zum Zeitpunkt seines Todes noch nicht geborenen Sohn. Sein Leichnam konnte nicht aus der Höhle geborgen werden. Die Höhlendecke in der Nähe seiner Leiche wurde durch eine Sprengung zum Einsturz gebracht und die Nutty Putty Cave schließlich eine Woche nach seinem Tod dauerhaft mit Beton verschlossen. In der Nähe des Eingangs wurde eine Plakette zur Erinnerung an Jones angebracht.
Im Jahr 2016 drehte Regisseur Isaac Halasima über die Ereignisse den Spielfilm The Last Descent, der im September 2016 in einigen US-Kinos anlief.